# Максимов-Диковский, Вениамин Адамович
Вениами́н Ада́мович (Абрамович) Макси́мов-Дико́вский (1900, Вятка, Российская империя — 15 марта 1938, Москва, СССР) — советский государственный и партийный деятель.

## Биография
Родился в Вятке в семье ремесленника. В январе 1919 года вступил в РККА, а в 1920 году — в РКП(б). С 1921 по 1923 год — комиссар пограничной таможни, секретарь партийной ячейки во Внешторге. С 1923 по 1927 год — заведующий партийным клубом, секретарь парткома кондитерской фабрики в Харькове. В 1932 году окончил Институт Красной Профессуры, получив высшее образование. Некоторое время заведовал кафедрой Планового института Госплана СССР. С мая 1932 по март 1935 года — консультант, заведующий секретариатом В. В. Куйбышева. С 1935 — начальник отдела Народного комиссариата путей сообщения СССР.
11 декабря 1937 года был арестован. В качестве обвиняемого привлечен к открытому процессу — т. н. «Третьему Московскому процессу» по делу «Антисоветского право-троцкистского блока». 13 марта 1938 года приговорен к смертной казни. Расстрелян. В 1988 году реабилитирован и восстановлен в партии.